# Província do Grão-Pará
A Província do Grão-Pará, que à época era comumente chamada de Pará (do tupi-guarani, rio-mar ou rio grande), foi uma unidade administrativa do final do período colonial e do período imperial brasileiro, originada das capitanias do Grão-Pará e do Rio Negro. Existiu de 1821 a 1889. Os portugueses inicialmente chamaram o território de "Terra de Feliz Lusitânia", logo substituído por Grão-Pará já no Império, e se tornar apenas Pará no ano de 1889.
O processo de ruptura política do Brasil com Portugal criou, na província do Grão-Pará, uma situação de indefinição. Em 1821, a capitania do Rio Negro foi elevada a província, como todas as outras capitanias. Porém, o Rio Negro não constou entre as províncias do Império na Constituição de 1824. Sua situação só seria definida em 1833, quando o Código Criminal o rebaixou ao estatuto jurídico de comarca subordinada à província paraense. A região só retomaria sua autonomia em 1850, com a criação da província do Amazonas.